# When Magoo Flew
When Magoo Flew ist ein US-amerikanischer Zeichentrick-Kurzfilm von Pete Burness aus dem Jahr 1955.

## Handlung
Der extrem kurzsichtige Mr. Magoo will ins Kino gehen. Irrtümlicherweise hält er den in der Nähe gelegenen Flughafen für das Kinogebäude, liest erfreut die Werbeplakate für Hawaii-Reisen als Hinweis für einen 3D-Film, zieht sich am Your Weight Fortune-Automaten eine „Kinokarte“ und setzt sich voller Erwartung in seinen Flugzeugsessel. Er zeigt sich begeistert vom 3D-Gefühl, als das Flugzeug abhebt, da es sich so anfühle, als ob man selbst im Flugzeug säße. Zudem lobt er den Realismus der Dialoge, da in der Nähe seines Sessels ein Detektiv mit einer Stewardess redet und auf der Suche nach einem Dieb ist. Der ist zufällig der Sitznachbar Mr. Magoos und flüchtet, wobei er seine Tasche zurücklässt. Mr. Magoo beschließt, sie ihm zu bringen.
Aufgrund seiner Kurzsichtigkeit öffnet er den Notausstieg, den er für den Fahrstuhl zur Lobby hält, und geht auf den Tragflächen umher, wobei er die Querruder als potenzielle Stolperfallen kritisiert. Er wandert weiter auf dem Flugzeug herum, blickt schließlich ungerührt von außen ins Cockpit und wird von den Piloten per Greifarm ins Innere befördert. Mr. Magoo bringt dem Dieb seinen Koffer, als der gerade vor dem Detektiv beteuert, nie einen besessen zu haben.
Das Flugzeug landet und Mr. Magoo verlässt den Flughafen. Die Stewardess lobt er für den guten Film, bedauert jedoch, dass es kein Trickfilm gewesen sei und will wissen, ob sie auch die Filme über den kleinen, sehr kurzsichtigen Mann zeigen würden, der immer so merkwürdig lacht.

## Produktion
When Magoo Flew kam am 6. Januar 1955 in Technicolor in die Kinos. Es war der erste Trickfilm um Mr. Magoo, der in Cinemascope realisiert wurde.
Die Filmreihe um Mr. Magoo begann 1949 mit dem Kurztrickfilm Ragtime Bear. When Magoo Flew war der 16. Film der Trickfilmreihe. Wie in jeder Magoo-Folge wird die Hauptperson auch in When Magoo Flew von Jim Backus gesprochen.

## Auszeichnungen
When Magoo Flew gewann 1955 den Oscar in der Kategorie „Bester animierter Kurzfilm“. Zuvor waren bereits 1951 (Trouble Indemnity) und 1952 (Pink and Blue Blues) zwei Filme um Mr. Magoo für einen Oscar nominiert worden; 1957 wurde schließlich mit Magoo’s Puddle Jumper ein zweiter Mr.-Magoo-Film mit dem Oscar ausgezeichnet.